# Ixodes ricinus
La garrapata común (Ixodes ricinus) es una especie de ácaro de la familia Ixodidae. Es una garrapata de cuerpo duro propia de Europa.  Es hematófaga (se alimenta de sangre) y perfora la piel con sus piezas bucales. Es un vector de la fiebre bovina por garrapatas, de la encefalitis transmitida por garrapatas y de la enfermedad de Lyme.

## Descripción
Al igual que otras especies de Ixodes, I. ricinus no tiene ojos ni ornamentación; no tiene festones (arrugas a lo largo del margen posterior). Los palpos son más largos que anchos y hay un surco anal sobre el ano. Los machos presentan el cuerpo cubierto por un caparazón macizo, un escudo dorsal que cubre todo el opistosoma (abdomen), pero en las hembras y ninfas solo se encuentra en la parte anterior del cuerpo, por lo que la zona posterior es muy flexible. En las islas británicas I. ricinus es la más grande de las tres especies comunes de Ixodes (las otras dos son I. canisuga, la garrapata del perro británico, y I. trianguliceps, la garrapata de ratón de campo). Los machos adultos tienen entre 2,4 y 2,4-2,8 mm (0,09-0,11 plg) largo, y las ninfas sin alimentar son 1,3-1,5 mm (0,05-0,06 plg) largo; las hembras son 3-3,6 mm (0,12-0,14 plg) mucho antes de la alimentación y 11 mm (0,43 plg) largo cuando están hinchadas.

## Distribución
Ixodes ricinus se encuentra en toda Europa y en partes vecinas del norte de África y el Medio Oriente, extendiéndose tan al norte como Islandia y tan al este como partes de Rusia. Su límite norte parece estar determinado por factores ambientales, como la temperatura, ya que una serie de inviernos suaves en Escandinavia coincidieron con una expansión hacia el norte en el rango de I. ricinus. 
I. ricinus es más frecuente en hábitats donde abundan sus huéspedes, incluidos brezales y bosques. Prevalece más en áreas relativamente húmedas y está ausente en gran parte de la región mediterránea donde los veranos son secos.

## Ciclo de vida
Ixodes ricinus tiene un ciclo de vida de tres huéspedes, que suele tardar de 2 a 3 años en completarse, aunque puede tardar de 1 a 6 años en casos extremos. Los adultos se alimentan de mamíferos grandes como ovejas, vacas, perros, ciervos, humanos y caballos durante 6 a 13 días, antes de desprenderse. Una hembra hinchada pone varios miles de huevos y posteriormente muere. Las larvas que eclosionan no buscan activamente un huésped y suelen alimentarse de insectívoros (orden Eulipotyphla), aunque también pueden encontrar roedores, conejos, pájaros, reptiles o murciélagos. Se alimentan durante 3 a 5 días antes de dejarse caer y mudar. Esas larvas resultan en ninfas que luego ascienden a pastos o ramitas para buscar su próximo huésped, pero deben regresar al microclima húmedo en la superficie del suelo si se deshidratan. Las ninfas se alimentan de mamíferos de tamaño pequeño a mediano.

### Transmisión de enfermedades
Varias enfermedades transmitidas por garrapatas pueden ser transmitidas por I. ricinus a una variedad de huéspedes mamíferos. Los perros pueden infectarse con la enfermedad de Lyme (borreliosis), causada por la bacteria espiroqueta Borrelia burgdorferi, B. afzelii y B. garinii . El ganado puede infectarse con la fiebre de aguas rojas (de los protozoos Babesia divergens, B. bovis y B. ovis ), la enfermedad de Lyme (de B. burgdorferi), la piemia por garrapatas de las ovejas (Staphylococcus aureus), la fiebre transmitida por garrapatas del ganado (Anaplasma phagocytophila), la fiebre Q ( Coxiella burnetii ), la fiebre botonosa ( Rickettsia conorii ) y la bacteria Anaplasma marginale. Los caballos pueden estar infectados con la enfermedad de Lyme, Anaplasma phagocytophila, y la infección viral encefalomielitis. Los seres humanos pueden infectarse con la enfermedad de Lyme, la fiebre Q y la encefalitis transmitida por garrapatas y posiblemente sensibilizarse a la carne roja de los mamíferos, lo que se conoce como alergia alfa-gal .[cita requerida]

## Enemigos naturales
La avispa parásita Ixodiphagus hookeri pone sus huevos dentro de las garrapatas del ricino, aunque la garrapata del ricino no es el único huésped de I. hookeri .

## Galería de imágenes

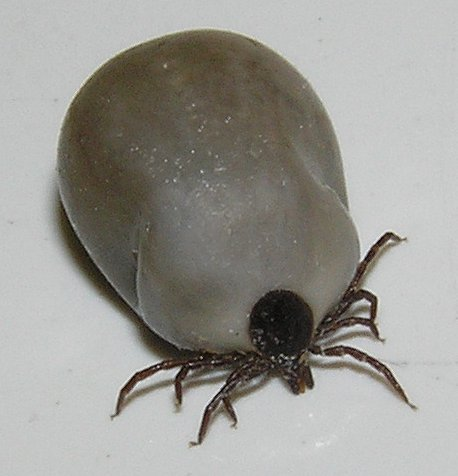
Garrapata común tras ingerir alimentos.
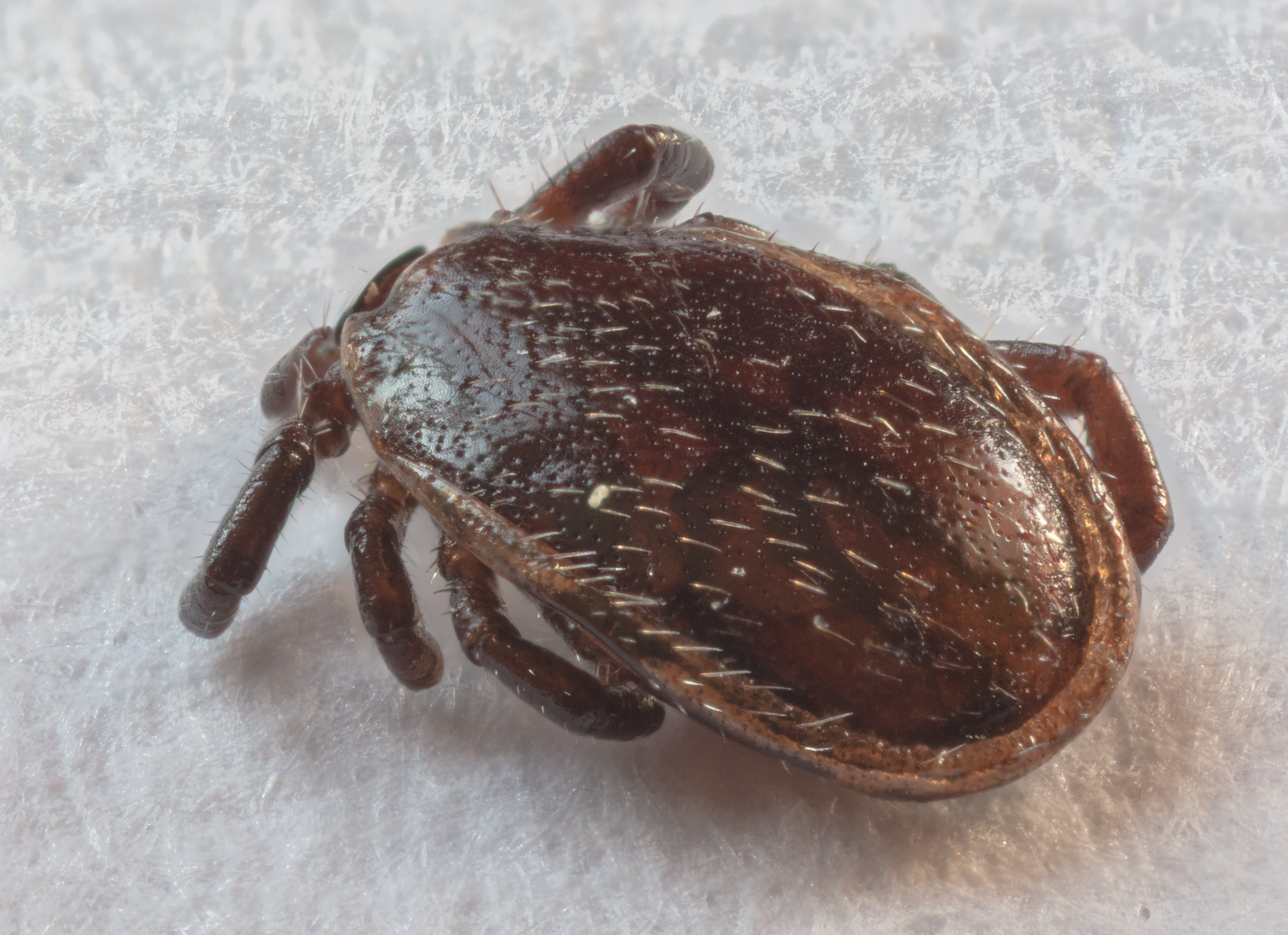
Vista posterior.
- Video con dos garrapatas.